# Astolfo de Maria
Astolfo de Maria (Roma, 16 agosto 1891 – Venezia, 3 gennaio 1946) è stato un pittore italiano.

## Biografia

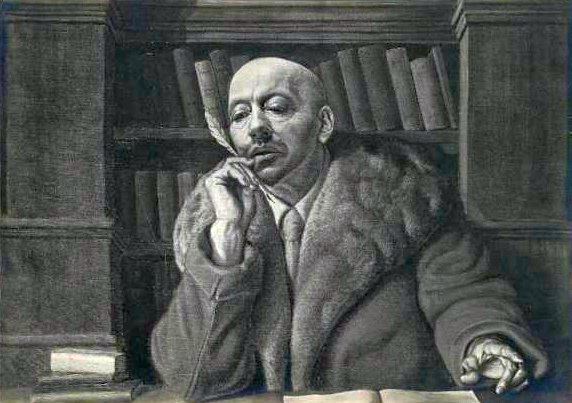
Gabriele D'Annunzio, 1930

Nacque da Mario de Maria, noto artista bolognese, e da Emilia Voight, pittrice dilettante di Brema. 
Introdotto al mondo dell'arte grazie all'influenza paterna, espose per la prima volta alla Biennale di Venezia del 1920, manifestazione che frequentò quasi ininterrottamente sino al 1934. Fra le prime opere in mostra, si citano dei ritratti di Vittore Grubicy e di Gabriele D'Annunzio, che confermano i legami con lo stesso ambiente culturale cui apparteneva il padre.
Negli anni 1930 prese parte a numerosi eventi sull'arte italiana all'estero e fu a Berlino, Monaco, Stoccarda, Kassel, Colonia, Riga, Helsinki. Nel 1935 partecipò alla mostra Quarant'anni della Biennale di Venezia. Nel 1942 ebbe, sempre alla Biennale, una sala personale comprendente diciotto lavori.
Si dedicò inoltre alla sistemazione delle opere prodotte dal padre e nel 1926 ne curò, con Guido Cadorin, l'organizzazione di una mostra postuma alla Biennale.